# 트리니다드 토바고의 국기

국기, 정부기, 군기 비율 3:5

트리니다드 토바고의 국기는 1962년 8월 31일에 제정되었다. 빨간색 바탕 안에는 하얀색 테두리를 두른 검은색 대각선이 깃대 왼쪽 상단에서부터 오른쪽 하단까지 그려져 있다.
빨강은 국민의 열정과 햇빛을, 하양은 바다와 평등을, 검정은 국민의 강인함과 단결의 사명을 의미한다.

## 색상
| 색상 | 빨강                | 하양                  | 검정            |
| ---- | ------------------- | --------------------- | --------------- |
| RGB  | 218–26–53 (#DA1A35) | 255–255–255 (#FFFFFF) | 0–0–0 (#000000) |

## 그 외의 기

트리니다드 토바고의 상선기 비율 1:2
트리니다드 토바고의 해군기 비율 1:2
트리니다드 토바고의 대통령기
트리니다드 토바고의 총리기

## 과거의 기

트리니다드 토바고의 국기 (1889년 ~ 1958년)
트리니다드 토바고의 상선기 (1889년 ~ 1958년)
트리니다드 토바고의 국기 (1958년 ~ 1962년)
트리니다드 토바고의 상선기 (1958년 ~ 1962년)
트리니다드 토바고의 왕실기 (1962년 ~ 1976년)

## 같이 보기
- 트리니다드 토바고의 국장